# 谷口弥三郎
谷口 弥三郎（たにぐち やさぶろう、1883年（明治16年）8月13日 - 1963年（昭和36年）8月19日）は、日本の政治家、産婦人科医師、医学者。熊本県立医学専門学校（現熊本大学）教授、久留米大学長。日本医師会会長、参議院議員（3期）。「不良な子孫の出生を防止する」として、太田典礼、加藤シヅエに一時提携をもちかけながらその影響を排除しつつ、福田昌子らと共に優生保護法の成立に深く関わった。また、熊本県におけるハンセン病患者隔離政策の中心人物である。

## 生涯
1883年（明治16年）8月13日、香川県三豊郡大野原町（現観音寺市）に生れる。1902年（明治35年）に私立熊本医学校（現・熊本大学医学部）を卒業。県立熊本病院の産婦人科に勤務した後、陸軍の三等軍医として日露戦争に従軍する。熊本病院に復職した後、1909年（明治42年）に母校の熊本医学専門学校で助教授となる。ドイツへの留学を経て、1915年（大正4年）に教授へ昇進し、医学博士となる。1931年から熊本市医師会長、翌年から熊本県医師会長を務め、1939年、熊本県で婦人を中心に詳細な人的資源調査を行うなど、人口増強の理念に根付いた人口政策にも影響を及ぼした。 
戦後は一転して優生学に基づいた産児制限の立場を取ったため、反対派からは二枚舌を使うと批判された。1947年（昭和22年）には第1回参議院議員通常選挙に日本進歩党から出馬して当選し、参議院議員として、社会党議員から立法の主導権を奪うかたちで優生保護法（現母体保護法）を提案した。谷口は国会において、精神病患者や先天性視覚障害者の増加、さらには浮浪児の8割が「低脳児」であるとして「逆淘汰」の脅威を訴え、防止策として「先天性の遺伝病者の出生を抑制する」ことを主張した。逆淘汰について谷口は、1939年1月発行の『医事公論』誌において「避妊法は一般に経費の関係上、下級者、貧困者に行はれずして却て中流以上の有識者に濫用せられ、延いては国力の減退を来すに至る」と主張し、優生的な出産管理をしなければ「下級者、貧困者」の人口ばかりが増えると述べている。優生保護法はハンセン病を感染症ではなく遺伝病とする誤った理解の上に、患者について「癩収容所」の所長が「その収容者に対して子孫への遺伝を防ぐために、その者の生殖を不能とする必要を認めたとき」には強制断種の対象とし、さらに「悪質な病的性格、酒精中毒、病弱者、多産者、貧困者」を任意断種の対象とした。
哲学者の森岡正博によると谷口には「はっきりした優生思想」があり、優生思想と母体保護が結びついて提案に至った。また熊本日日新聞論説委員の泉潤は、ナチス・ドイツによる優生思想の影響を指摘している。
なお谷口自身は優生保護法提案の理由を以下のように説明している。
優生保護法成立後、優生保護法指定医師の団体、日本母性保護医協会を1949年に結成し、谷口は同法の改訂にも深く関わることになる。1949年（昭和24年）五月には、谷口は優生保護法に経済的な要因を新たに加えた案を提出した。 
1950年（昭和25年）に参議院決算委員会委員となる。第2回、第4回の参議院選挙でも当選し、1952年（昭和27年）に厚生委員会母子福祉に関する小委員会の委員となる。1955年（昭和30年）に参議院社会労働委員会委員、1961年（昭和36年）には同委員会委員長に就任した。また、1950年から1952年まで日本医師会会長を務める。1953年（昭和28年）、久留米大学第二代学長に就任した。
1963年（昭和36年）8月19日死去、80歳。死没日をもって勲二等瑞宝章追贈（勲六等からの昇叙）、正八位から従四位に叙される。墓所は小峰墓地。
学長だった久留米大学内には谷口弥三郎の銅像がある。

## 親族
- 養父 谷口長雄（熊本医学校長）[12]

## 関連書籍
- 荒木精之『谷口弥三郎伝』谷口弥三郎伝記編集委員会、1964年
- 横山尊『日本が優生社会になるまで—科学啓蒙、メディア、生殖の政治』勁草書房、2015年（8章「人的資源調査から優生保護法へ：谷口弥三郎の戦中と戦後」）